# Trichopteryx incerta
Trichopteryx incerta là một loài bướm đêm trong họ Geometridae.